# زنديق (فلم فلسطيني)
زنديق هو فيلم فلسطيني من تأليف وإخراج ميشيل خليفي وبطولة محمد بكري، حصل الفيلم على جائزة المهر العربي لأحسن فيلم في مسابقة الأفلام الروائية الطويلة بمهرجان دبي السينمائي السادس.

## ملخص الفيلم
يعود المخرج الفلسطيني ميشيل خليفي في فيلمه الروائي «زنديق»، إلى مدينة الناصرة - مسقط رأسه - ليقدم حاضرها وماضيها بأسلوب جديد. تدور أحداث الفيلم على مدى أربع وعشرين ساعة حافلة بالتوترات والأحداث التي لا تزال تنعكس في راهن الفلسطينيين منذ النكبة إلى اليوم على خلفية عودة مخرج فلسطيني يعيش في أوروبا إلى رام الله، لتصوير فيلم يوثق للنكبة في 1948م.
يطرح خليفي في فيلمه الذي يؤدي فيه الفنان الفلسطيني محمد البكري الشخصية الرئيسية فيه باسم «ميم» سؤالاً مغايراً لما يطرح دائماً على اللاجئين الفلسطينيين الذي رحلوا أو اجبروا على الرحيل عن منازلهم عام 1948م ليكون موجهاً إلى من بقوا في بيوتهم «لماذا بقيتم لماذا لم ترحلوا أريد أن اعرف ماذا جرى معكم؟».
من أول الفيلم تتكشف سريعاً، علاقة بطل الفيلم «ميم» (محمد بكري) المتوترة وغير المضبوطة بشكل من الأشكال مع حبيبته. وهي العلاقة التي ستأتي كتفصيل من اشتباك ذاتي بين ميم (الفرد) والمحيط: التاريخ، المكان، المجتمع، التغرب، السياسة، الانتماء. فـ «ميم» مخرج الأفلام الوثائقية، يضطر إلى المجيء إلى الناصرة لتقديم العزاء لموت عمه. لحظة الموت هذه، التي يبدأ فيها الفيلم، ستنفض اللثام عن ملامح عديدة من شخصية «ميم» الجدلية، فهو غير مؤمن بالله، وكافر بالعائلة كذلك، مغترب أي منفي طوعاً، كما أنه كافر بالتقاليد وكافر أيضاً بعواطفه، أي أنه «الزنديق» الذي يتبدى لنا بوضوح منذ المشاهد الأولى من الفيلم، إلا أن علاقته بالتاريخ لا يمكن أن تتسم بالرفض أو التسليم المطلق، لأن التاريخ يتمدد وينعكس في سلوكيات أجيال لاحقة، وهو يتخطى كونه مكتسباً معرفياً ليصير محفزاً ومحرضاً ومستولداً لمزايا بشرية بشعة كالحقد أو الغضب أو العنف أو العمى الإنساني والأنانية والجشع، إلا أن الأسئلة التي تتمخض عنه بوصفه كمّا من أحداث مترابطة ومتلاحقة، تتكثف في الفيلم فتأتي في محور الحدث الأهم: (نكبة 1948). ويصبح توثيق النكبة جزءاً من سياق سينمائي داخل علبة الفيلم نفسه، فكاميرا «ميم» ستقابل بعض الأشخاص المسنين الذين يحكون مأساتهم وعلاقاتهم بالمكان «السابق»، أي ما بات «كليشيه» كل مهتم بالقضية الفلسطينية، فيكون التوثيق لعبة سينمائية، أو «سينم» ا داخل السينما. لكن هذا التوثيق سيبدو في الفيلم وكأنه عرضي، ديكور، خاص جداً، وذاتي، بمعنى نأيه عن التوظيف الدعائي والسياسي وجعله يؤدي وظيفة «نوستالجية» وجمالية لها علاقة ببطل الفيلم وحده.
من هنا، ستكون الأسئلة التي يطرحها «ميم» على أمه المُستحضرة أكثر وقعاً على الجمهور، لأنها ستكون أسئلة مباشرة، غير متوارية في لعبة مونتاج الفيلم المستقل. فبعد أن يسترجع بعض ذكرياته مع والدته، يلح عليها في سؤاله «لماذا بقيتم؟». كما يوجه لها سؤالاً معكوساً عن سبب بقائهم في فلسطين، «لماذا لم تنزحوا؟».
سؤالٌ يرتسم في كادر خارج الشعارات والخطابيات العاطفية واللوم، فهنا يقوم خليفي بسؤال الضحية عن سبب بقائها لتجلد كل هذه السنوات بدلا ًمن أسئلة اعتدناها في الكثير من الأفلام والتي يدور أغلبها في فلك لوم الفلسطيني الذي ترك أرضه ليعاني في بلاد الشتات. وهو سؤال عقلاني بالمقام الأول، أساسي، ولا بد منه بعد كل تجارب الفلسطينيين السابقة، إلا أنه سؤال مهذب جداً وسياسي بعيد عن الدراما يطرح «النزوح» بدلاً من «الهرب» أو ترك الأرض، أو حفظ الأرواح. فشخصية العمل المحورية «ميم»، هي من سيقرأ الواقع ويُزج فيه سواء وافقت على صيغته أم رفضتها، وبالتالي فإن السؤال يتقاطع مع شخصية البطل المغترب، المقيم في أوروبا، الآتي لينظر المدينة بوصفها ’ إكزوتيك’ ومادة خصبة لعمل فني.

## فكرة الفيلم؛ دعوة إلى التحرر قبل التحرير
تمثل الكثير من مشاهد الفيلم إسقاطات على الواقع بكل ما فيه من أبعاد سياسية واجتماعية بدأت من المشهد الأول للجدار الذي تقيمه (إسرائيل) على أراضي الفلسطينيين، ورحلة البحث عن قبري والديه في مقبرة الناصرة دون أن يفلح في العثور عليهما، مروراً بالعلاقة الجنسية العابرة مع فتاة يهودية في (إسرائيل)، وعدم إيجاد فندق يسمح له بان يمضي ليلته فيه هرباً من الثأر.
ويبدو أن خليفي أراد لكل مشاهد أن يتسع خياله ليسقط المشهد على الواقع الذي يريد، في عرض يتخلله عودة البطل إلى كاميراته بحثاً عن مشاهد صورها تؤنس وحدته التي لم يجد سوى سيارته كي يمضي فيها جزءاً من ليلته، بعد أن أُغلقت دونه كل الأبواب حتى منزله الذي حاول العودة إليه في البداية ليجد نفسه مطارداً من عائلة القتيل الذي قتله ابن شقيقه.
يقدم خليفي في الفيلم صوراً حية من مدن الناصرة التي تضم كنيسة العذراء مريم، وبيت لحم التي يفصلها جدار اسمنتي عن مدينة القدس ورام الله العاصمة السياسية للفلسطينيين، في رحلة عودة بعد سنوات من الغربة للمشاركة في عزاء أحد الأقرباء لتبدأ منه حكاية ليلة واحدة يختصر فيها خليفة على مدار ساعة ونصف حكاية شخصية لحكاية شعب.
ويستحضر خليفي في مشهد يعيد إلى الأذهان تلك المفاتيح التي حملها اللاجئون لمنازلهم عندما رحلوا أو أجبروا على الرحيل عنها عام 1948م، على أمل العودة إليها بعد أيام.. عندما يعود البطل إلى منزل العائلة المهجور ليجد المفتاح مخبأً أسفل حجر أمام الباب ليدخل إليه.
يشاهد الجمهور بعد ذلك عكس ما يتوقع إذ بدلاً من أن يحتفظ بما يجده من صورة للعائلة يجده يحرقها بل إنه يحرق الصليب معها وعندما يسأل عن معجزة الماء في كنيسة العذراء في الناصرة يجيب رجلٌ ثملٌ أن شركة (إسرائيلية) سحبت الماء من المكان.
يشتمل الفيلم ضمن مشاهده على عرض لواقع عدد من أهالي غزة الذين يتسللون للأراضي المحتلة عام 48 بهدف العمل، أو إحضار أطفال فلسطينيين لاستغلالهم وبيع أعضائهم، ويذكر المشهد بحالة الانقسام التي يعيشها الفلسطينيون عند سؤال البطل لأحد الأطفال ـ الذين يلتقي بهم بعد أن يخبره أنه من مخيّم رفح الذي هدمت (إسرائيل) نصفه ـ عن والده ليكون الجواب أنه معتقل ولكن ليس عند (إسرائيل) بل لدى حركة المقاومة الإسلامية حماس.
كما تشكل المرأة عنصراً أساسياً في الفيلم بكل ما يمكن أن تعكسه من مدلولات مثلت فيها الأرض والشعب أحياناً، وأحياناً أخرى المرأة ذاتها لينتهي الفيلم في مشهد تظهر في امرأة برداء أبيض تسير في ماء بحيرة أو نهر تدعو البطل أن يتبعها فيما كان يصور بها ليضع الكاميرا ويحاول أن يتبعها قبل أن تختفي في الماء.

## روابط خارجية
- مقالات تستعمل روابط فنية بلا صلة مع ويكي بيانات